# Phân họ Tre
Phân họ Tre (danh pháp khoa học: Bambusoideae) là một phân họ trong họ Hòa thảo (Poaceae).

## Đặc trưng
Phân họ này có đặc trưng là có 3 đầu nhụy và có hình dạng giống cây thân gỗ nhất. Tuy nhiên, đang tồn tại nhiều sự không chắc chắn ở mọi cấp độ phân loại cụ thể trong phạm vi phân họ Bambusoideae, và các kiểu dữ liệu khác nhau (hình thái hoa, cấu trúc sinh dưỡng, giải phẫu và di truyền) thường tạo ra kết quả hỗ trợ cho các kiểu mối quan hệ khác nhau. Phân họ Bambusoideae nói chung bao gồm nhóm các chi "phần lõi" khác biệt, các dạng tre thân gỗ (nhóm Bambuseae) và đồng minh là nhóm các chi dạng thân thảo của Bambusoideae có mối quan hệ bị đặt dấu hỏi. Các đơn vị phân loại trong phân họ Bambusoideae đã từ lâu được coi là các dạng cỏ "nguyên thủy" nhất, chủ yếu là vì sự hiện diện của lá bắc, cụm hoa không xác định, các "bông con giả" và hoa với 3 vảy bao hoa, 6 nhị, 3 đầu nhụy. Trong nghiên cứu gần đây, Clark và ctv.. (1995) đã phân tích trình tự DNA cho lạp lục. Gen ndhF đã được phân tích để làm rõ mối quan hệ phát sinh loài giữa các dòng dõi chính của họ Poaceae. Họ phát hiện thấy rằng 2 tông trong số các tông tre thân thảo của vùng nhiệt đới Tân thế giới, là Streptochaeteae và Anomochloeae, được phân giải như là nhánh cơ sở nhất trong phạm vi họ Hòa thảo, xác nhận giả thuyết cho rằng các thành phần trong phạm vi phân họ Bambusoideae nghĩa rộng (sensu lato) là cơ sở trong phạm vi họ Poaceae, cũng như chỉ ra rằng Bambusoideae nghĩa rộng là đa ngành. Nghiên cứu gần đây phân tích các mối quan hệ phát sinh loài trong phạm vi phân họ Bambusoideae sử dụng các dữ liệu trình tự intron rp116 từ DNA lạp lục cũng đã có thể giải qyết tiếp một số sự không chắc chắn còn đọng lại từ phân tích năm 1995 của Clark và ctv.. Phân tích của Kelchner và Clark năm 1997 đã phân giải nhánh Bambusoideae thành 2 nhóm đơn ngành: bao gồm Bambuseae (tre dạng thân gỗ) và Olyreae/Parianeae (tre dạng thân thảo). Trong phạm vi nhóm Bambuseae hai nhánh đã được phục hồi tương ứng với tre thân gỗ ôn đới và nhiệt đới, và các đơn vị phân loại tre nhiệt đới được phân chia tiếp thành các nhánh Tân và Cựu thế giới. Các dòng dõi khác biệt được tạo ra tương ứng mạnh với sự phân chia địa lý, với các nhánh chính đại diện cho các loài thân thảo Tân thế giới (Olyreae/Parianeae), các dạng tre thân gỗ nhiệt đới Tân thế giới, các dạng tre thân gỗ nhiệt đới Cựu thế giới và các dạng tre thân gỗ ôn đới Bắc bán cầu (tất cả Bambuseae).

## Phân loại
Phân họ này được chia thành hai nhóm: Lúa (Oryzodae) và Tre (Bambusodae). Nó có 13 tông như liệt kê dưới đây.

### Nhóm Oryzodae
Nhóm này đôi khi còn được tách ra thành phân họ Oryzaceae. Nó được chia thành 10 tông như sau:
- Tông Anomochloeae: Tông này đôi khi còn được tách ra thành phân họ Anomochlooideae. Có 1 chi là:
  - Anomochloa
- Tông Diarrheneae: Có 1 chi là:
  - Diarrhena
- Tông Ehrharteae: Có 4 chi:
  - Ehrharta
  - Microlaena
  - Petriella
  - Tetrarrhena
- Tông Olyreae: Có 20 chi là:
  - Agnesia
  - Arberella
  - Buergersiochloa
  - Cryptochloa
  - Diandrolyra
  - Ekmanochloa
  - Froesiochloa
  - Lithachne (còn được đặt trong tông Oryzeae)
  - Maclurolyra
  - Mniochloa
  - Olyra
  - Pariana
  - Parodiolyra
  - Piresia
  - Piresiella
  - Raddia
  - Raddiella
  - Rehia
  - Reitzia
  - Sucrea
- Tông Oryzeae: Tông này còn được gọi là phân họ Oryzoideae. Nó có 13 chi:
  - Chikusichloa
  - Hydrochloa
  - Hygroryza
  - Leersia
  - Luziola
  - Maltebrunia
  - Oryza - Lúa
  - Porteresia
  - Potamophila
  - Prosphytochloa
  - Rhynchoryza
  - Zizania
  - Zizaniopsis
- Tông Phaenospermatae: Có 1 chi trong tông này là:
  - Phaenosperma
- Tông Phareae: Có 4 chi là:
  - Leptaspis
  - Pharus
  - Scrotochloa
  - Suddia
- Tông Phyllorhachideae: Tông này có 2 chi là:
  - Humbertochloa
  - Phyllorhachis
- Tông Streptochaeteae: Có 1 chi là:
  - Streptochaeta
- Tông Streptogyneae: Có 1 chi là:
  - Streptogyna

### Nhóm Bambusodae
Nhóm này được chia thành 3 tông với 9 phân tông thuộc về tông Bambuseae.
- Tông Bambuseae: Tông này bao gồm các loài tre thân gỗ. Có 91 chi, được phân bổ trong khoảng 9 phân tông:
  - Phân tông Arthrostylidiinae: Có 13 chi là:
    - Actinocladum
    - Alvimia
    - Apoclada
    - Arthrostylidium
    - Athroostachys
    - Atractantha
    - Aulonemia (Matudacalamus)
    - Colanthelia
    - Elytrostachys
    - Glaziophyton
    - Merostachys
    - Myriocladus
    - Rhipidocladum.

  - Phân tông Arundinariinae: Có 16 chi là:
    - Acidosasa - Chi Tre tiêu
    - Ampelocalamus - Chi Giang
    - Arundinaria - Chi Tiểu trúc
    - Borinda - Chi Trúc núi cao
    - Chimonocalamus
    - Drepanostachyum (Himalayacalamus)
    - Fargesia
    - Ferrocalamus
    - Gaoligongshania
    - Gelidocalamus
    - Indocalamus
    - Oligostachyum
    - Pseudosasa - Chi Trúc lùn
    - Sasa
    - Thamnocalamus
    - Yushania.

  - Phân tông Bambusinae: Gồm 10 chi là:
    - Bambusa (Dendrocalamopsis) - Chi Tre
    - Bonia (Monocladus) - Chi Le
    - Dendrocalamus (Klemachloa, Oreobambos, Oxynanthera hay Sinocalamus) - Chi Mai
    - Dinochloa - Chi Khủng trúc
    - Gigantochloa - Chi Bương
    - Holttumochloa
    - Kinabaluchloa (Maclurochloa, Soejatmia)
    - Melocalamus - Chi Giang đặc
    - Sphaerobambos
    - Thyrsostachys - Chi Tầm vông rừng

  - Phân tông Chusqueinae: Gồm 2 chi là:
    - Chusquea
    - Neurolepis.

  - Phân tông Guaduinae: Gồm 5 chi là:
    - Criciuma
    - Eremocaulon
    - Guadua
    - Olmeca
    - Otatea.

  - Phân tông Melocanninae: Gồm 9 chi là:
    - Cephalostachyum - Chi Đỉnh trúc
    - Davidsea
    - Leptocanna
    - Melocanna
    - Neohouzeaua - Chi Nứa
    - Ochlandra
    - Pseudostachyum
    - Schizostachyum - Chi Lồ ô (chi Hóp)
    - Teinostachyum.

  - Phân tông Nastinae: Gồm 6 chi là:
    - Decaryochloa
    - Greslania
    - Hickelia
    - Hitchcockella
    - Nastus
    - Perrierbambus.

  - Phân tông Racemobambodinae: Chỉ có 1 chi là:
    - Racemobambos (Neomicrocalamus, Vietnamosasa) - Chi Tân tiểu trúc

  - Phân tông Shibataeinae: Gồm 8 chi là:
    - Chimonobambusa - Chi Trúc vuông
    - Indosasa - Chi Trúc đốt to
    - Phyllostachys - Chi Trúc vàng
    - Qiongzhuea
    - Semiarundianria (Brachystachyum)
    - Shibataea
    - Sinobambusa
    - Temburongia (incertae sedis).
- Tông Guaduelleae: Có 1 chi là:
  -     - Guaduella
- Tông Puelieae: Có 1 chi là:
  -     - Puelia